# Poecilimon athos
Poecilimon athos är en insektsart som beskrevs av Tilmans, F.M.H. Willemse och L.P.M. Willemse 1989. Poecilimon athos ingår i släktet Poecilimon och familjen vårtbitare. IUCN kategoriserar arten globalt som nära hotad. Inga underarter finns listade i Catalogue of Life.